# 腐胺
腐胺（putrescine），又称1,4-丁二胺（1,4-diaminobutane，亦簡稱丁二胺）、1,4-二氨基丁烷（1,4-butanediamine）、四亚甲基二胺（Tetramethylenediamine）或腐肉碱，是一种有机化合物，常温下为无色晶体或无色至微黄色液体。腐胺的分子式为NH2(CH2)4NH2。
腐胺与尸胺一样，都是生物活体或尸体中蛋白质的氨基酸降解产生。这两种化合物是腐败物质散发的恶臭气体的主要成分，是口气、细菌性阴道炎等疾病病变部位产生的气味的原因。腐胺、尸胺及其它一些如精胺、亚精胺分子也被在精液和一些微生物如微藻中发现。

## 历史
德国柏林的Ludwig Brieger医师于1885年第一次描述腐胺和尸胺。

## 生产
- 腐胺在工业上由氰化氢与丙烯腈反应生成的丁二腈氢化而进行规模化生产；[6]
- 在碳酸钠的作用下，由吡咯与盐酸羟胺反应得到丁二肟；再在钠汞齐作用下，经无水乙醇加热还原制备。
- 由2，5-二氨基戊酸加热催化脱羧制备；
- 以精氨酸脱羧、脱胍制备。

## 应用
- 腐胺与己二酸的反应用于生产棉纶尼龙-46。另外，腐胺也是制备尼龙-6及尼龙-66的原料；[7]
- 可作为生物化学试剂、化学中间体及生化前导物；
- 可作为酸性气体吸收剂。

## 生化作用
多胺的生成中，腐胺与S-腺苷甲硫氨酸脱羧后产生的S-腺苷-3-甲硫基丙胺反应，并产生亚精胺。亚精胺反过来与其他S-腺苷-3-甲硫基丙胺，将其转化为精胺。

亚精胺生物合成

精胺生物合成

在生物体内，鸟氨酸脱羧酶的作用下鸟氨酸脱羧能降解，产生少量的腐胺。多胺类化合物（腐胺是其中具有最简单结构的一种），可能是细胞分裂过程中所必须的一类生长因子。

## 毒性
大剂量的腐胺是具有毒性的。小鼠急性经口毒性最低致死量为1600mg/kg；大鼠急性经皮毒性最低致死量为300mg/kg。
腐胺有腐蚀性。可被人体吸入、食入或经皮吸收。对眼、鼻、咽喉及皮肤有刺激作用，可引起面部发红或头痛等症状。

## 另見
- 名稱獨特的化學物質列表